# Adamowo (powiat sierpecki)
Adamowo – wieś w Polsce położona w województwie mazowieckim, w powiecie sierpeckim, w gminie Mochowo. Ma status sołectwa.
W latach 1975–1998 miejscowość należała administracyjnie do województwa płockiego.

## Historia
Na mapie z 1839 nie zaznaczono jeszcze tej osady, istniał tu las należący do majątku Ligowo, na jednej z leśnych polan zaznaczono tylko jeden dom.
Adamowo rozwinęło się dopiero w połowie XIX w. Nazwa wsi pochodzi zapewne od imienia któregoś z ówczesnych dziedziców Ligowa. Las został wykarczowany i zamieszkało tu kilkanaście rodzin chłopskich.
W 1864 na mocy ukazu carskiego ziemia dworska została uwłaszczona między użytkujących ją chłopów, uwłaszczenie objęło również tę wieś. W Adamowie wytyczono 12 gospodarstw chłopskich na 25 morgach ziemi. Wieś włączono do gminy Osiek w powiecie lipnowskim (od początku XX w. gmina Ligowo).
Podczas spisu powszechnego z 1921 notowano tu 16 domów i 109 mieszkańców.